# 土岐頼布
土岐 頼布（とき よりのぶ）は、江戸時代後期にかけての大名。上野国沼田藩の第7代藩主。官位は従五位下・山城守、美濃守。沼田藩土岐家10代。

## 生涯
第3代藩主・土岐定経の七男として誕生した。
父の死後、天明2年（1782年）から寛政2年（1790年）までの間に頼寛、定吉、定富と3人の兄が次々に家督を継いだがいずれも早世し、頼布がその跡を継いだ。
文化10年（1813年）3月19日、養嗣子の頼潤に家督を譲って隠居し、天保8年（1837年）3月8日に63歳で死去した。

## 系譜
父母
- 土岐定経（実父）
- 土岐定富（養父） - 定経の五男

正室
- 橘 - 松平忠祇の娘

子女
- 錠 - 西尾忠受正室、土岐頼功の養女

養子
- 土岐頼潤 - 阿部正倫の五男